# Morval
|  | Per a altres significats, vegeu «Andelot-Morval». |

Morval és un municipi francès, al departament del Pas de Calais (regió dels Alts de França) limítrof amb el del Somme. L'any 2007 tenia 85 habitants.

## Demografia

### Població
El 2007 la població de fet de Morval era de 85 persones. Hi havia 32 famílies de les quals 4 eren unipersonals (4 dones vivint soles i 4 dones vivint soles), 12 parelles sense fills, 12 parelles amb fills i 4 famílies monoparentals amb fills. La població ha evolucionat segons el següent gràfic:

### Habitatges
El 2007 hi havia 38 habitatges, 32 eren l'habitatge principal de la família, 2 eren segones residències i 4 estaven desocupats. Tots els 38 habitatges eren cases. Dels 32 habitatges principals, 27 estaven ocupats pels seus propietaris, 4 estaven llogats i ocupats pels llogaters i 1 estava cedit a títol gratuït; 1 tenia dues cambres, 2 en tenien tres, 5 en tenien quatre i 24 en tenien cinc o més. 24 habitatges disposaven pel capbaix d'una plaça de pàrquing. A 17 habitatges hi havia un automòbil i a 14 n'hi havia dos o més.

### Piràmide de població
La piràmide de població per edats i sexe el 2009 era:
| Homes | Edats   | Dones |
| ----- | ------- | ----- |
| 0     | 95 o +  | 0     |
| 0     | 90 a 94 | 0     |
| 4     | 85 a 89 | 0     |
| 0     | 80 a 84 | 0     |
| 0     | 75 a 79 | 4     |
| 0     | 70 a 74 | 0     |
| 4     | 65 a 69 | 0     |
| 4     | 60 a 64 | 0     |
| 0     | 55 a 59 | 4     |
| 0     | 50 a 54 | 4     |
| 0     | 45 a 49 | 0     |
| 4     | 40 a 44 | 4     |
| 4     | 35 a 39 | 4     |
| 0     | 30 a 34 | 0     |
| 8     | 25 a 29 | 8     |
| 0     | 20 a 24 | 4     |
| 8     | 15 a 19 | 8     |
| 0     | 10 a 14 | 0     |
| 0     | 5 a 9   | 0     |
| 4     | 0 a 4   | 0     |

## Economia
El 2007 la població en edat de treballar era de 58 persones, 48 eren actives i 10 eren inactives. De les 48 persones actives 44 estaven ocupades (25 homes i 19 dones) i 4 estaven aturades (2 homes i 2 dones). De les 10 persones inactives 4 estaven jubilades i 6 estaven classificades com a «altres inactius».
Activitats econòmiques
Dels 4 establiments que hi havia el 2007, 1 era d'una empresa extractiva, 1 d'una empresa de construcció i 2 d'empreses de transport.
L'únic servei als particulars que hi havia el 2009 era una empresa de construcció.
L'any 2000 a Morval hi havia 7 explotacions agrícoles.

## Poblacions properes
El següent diagrama mostra les poblacions més properes.